# Culto del Glorioso Alberto

Immagine cultuale del Glorioso Alberto da Serradarce (alias di Alberto Gonnella, 1935-1956).

Il culto del Glorioso Alberto è un fenomeno religioso extra-canonico, iniziato negli anni cinquanta del Novecento in Italia meridionale, che si presenta come espressione di sentimento di devozione popolare nei confronti di Alberto Gonnella, un giovane investito da un autocarro, il cui spirito si sarebbe giornalmente incarnato nel corpo della zia paterna.
Il culto iniziò e si diffuse dal minuscolo borgo di Serradarce, nel comune di Campagna, in provincia di Salerno, dove, negli anni sessanta, venne eretto anche un apposito luogo di culto noto come "Tempio del Beato Alberto", divenuto un santuario e meta di pellegrinaggi provenienti soprattutto dalla Campania, dalla Basilicata e da luoghi di intensa emigrazione meridionale, anche esteri.
Il neo-culto è frutto di un'elaborazione «interamente […] folclorica», sviluppatasi con un processo analogo a quello che ha interessato la devozione che ha circonfuso la figura di Padre Pio da Pietrelcina. La sua fioritura, nel secondo dopoguerra italiano, è avvenuta in contesti che mostravano chiari segni di sottosviluppo economico e sociale, substrati sociologici e antropologici sospesi tra persistenti retaggi di arcaicità e il manifestarsi dei primi segni di un incipiente processo di modernizzazione che si sarebbe dispiegato, di lì a poco, sotto la spinta dello sviluppo sociale ed economico del boom italiano. La matrice antropologica del culto consiste nel suo essere espressione di una «religiosità arcaica» e popolare, fiorita in un alveo cattolico, seppur priva di qualsiasi riconoscimento ufficiale e, anzi, maturata nell'ostilità della Chiesa cattolica nell'atmosfera post-conciliare.
Oggetto del culto è la figura di una cosiddetta «anima buona», quella del Glorioso Alberto (impropriamente chiamato dai suoi fedeli anche Beato Alberto o Santo Alberto), un giovane morto per l'investimento da parte di un camion, il cui spirito si sarebbe manifestato ai devoti incarnandosi ogni giorno, alla stessa ora, nel corpo di una medium, la zia paterna Giuseppina Gonnella. Il culto, dopo i primi passi nella seconda metà degli anni cinquanta, raggiunse un folto seguito nel successivo decennio con flussi di pellegrini valutati tra i 300 ai 500 devoti al giorno fino al 1972, anno dell'assassinio della medium da parte di un fedele deluso. Pur drasticamente scemato, il fenomeno non si è mai sopito del tutto e continua ad attirare fedeli e curiosi anche nel XXI secolo.
Il culto tributato ad Alberto si sviluppò in un contesto geografico segnato da pesante arretratezza economica e sociale, permeato dai segni di presenza di quel mondo magico elaborato dalla cultura contadina. Esso costituisce «il caso più notevole nel dopoguerra» italiano di quella dimensione dell'esperienza antropologico-religiosa del Sud Italia costituita dai guaritori, un fenomeno, di per sé, «particolarmente rilevatore dei tratti arcaici della cultura popolare meridionale». Nel caso specifico del Glorioso Alberto, la taumaturgia si sostanziò nella «sovrapposizione» tra morto e guaritrice.

## Storia

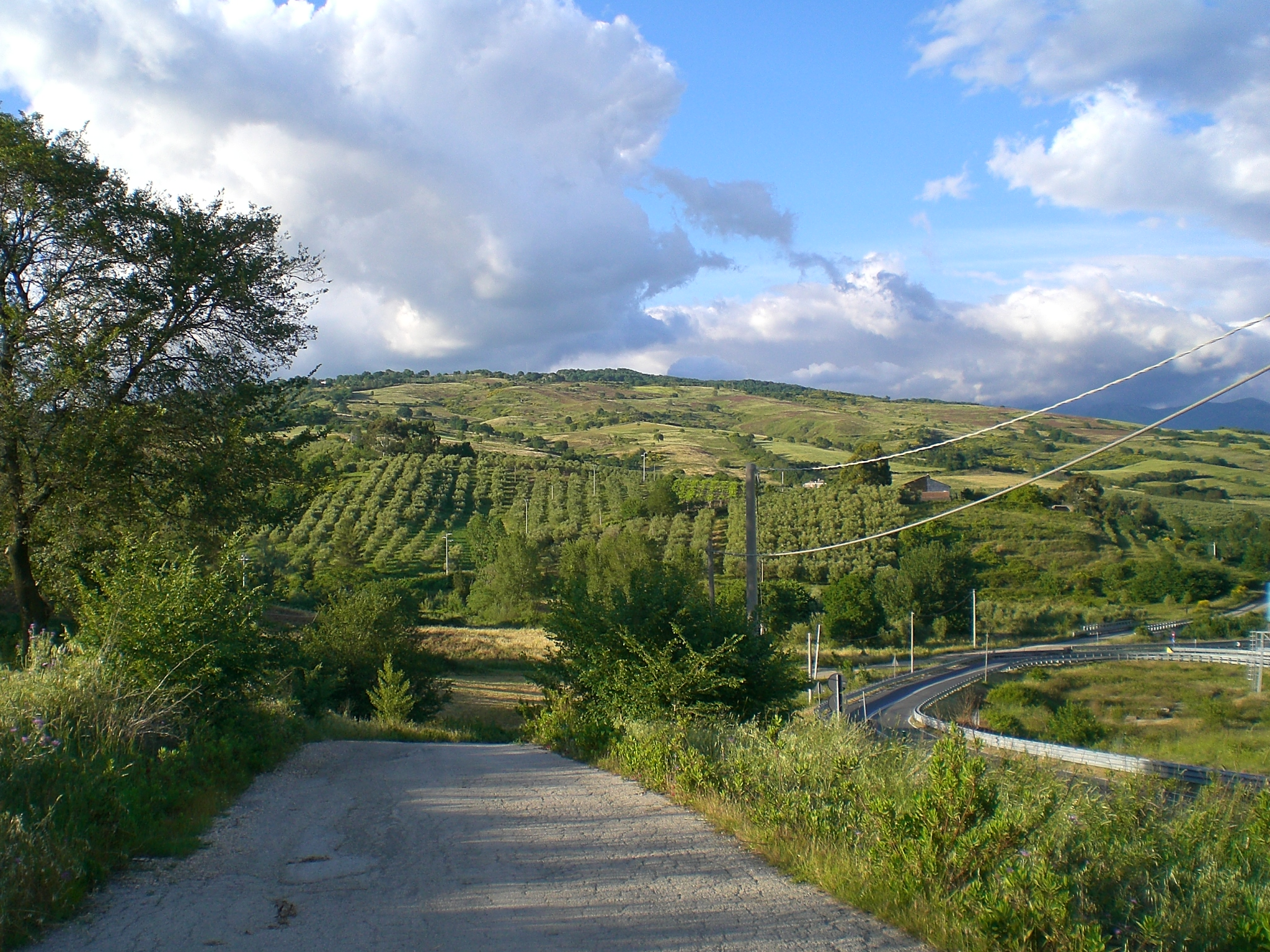
Località Saginara, fra Campagna e Contursi.

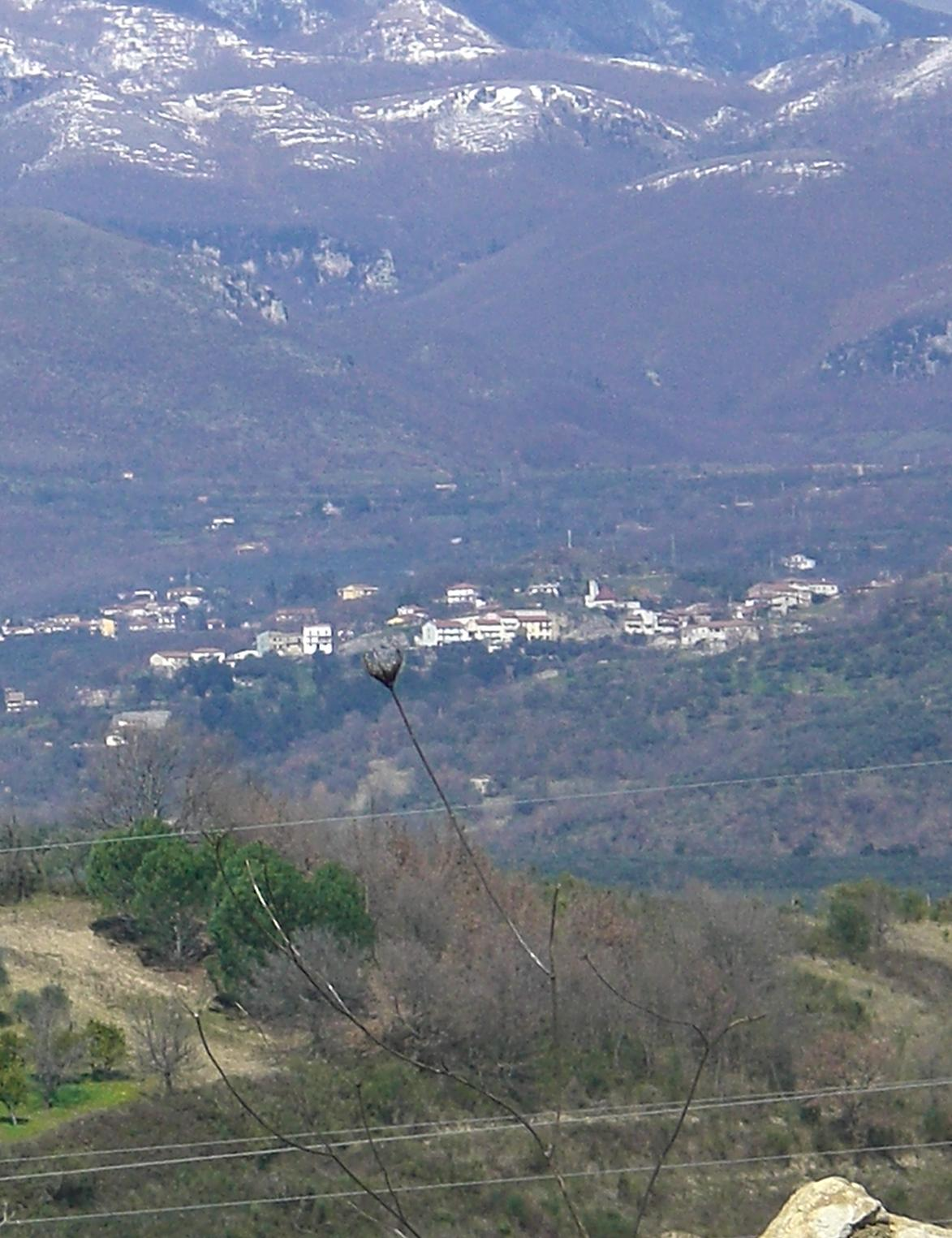
Veduta di Serradarce.

La storia del culto ha inizio il 29 ottobre 1956 con un episodio piuttosto inconsueto di possessione di una donna analfabeta non da parte di un demonio, ma di una cosiddetta "anima buona". La donna era Giuseppina Gonnella, nata nel 1914 a Campagna, madre di cinque figli avuti dal ciabattino Natale Caponigro; l'anima buona era quella di Alberto Gonnella, giovane nipote 21enne della donna, con un'esperienza da seminarista alcuni anni addietro, che era morto tre giorni prima in circostanze tragiche in località Saginara, nei pressi del costruendo tronco A3 (da Salerno a Reggio Calabria) dell'Autostrada del Sole: Alberto era rimasto incastrato sotto il piano ribaltabile di un camion, investito durante una manovra maldestra di suo zio Vincenzo Gonnella, fratello della donna e del padre della vittima.
La tragedia iniziò a destabilizzare la coesione parentale, innescando un clima di tensione e mettendo in luce comportamenti interpretabili come prodromi di una faida, annunciata dalle minacce di vendetta e di morte indirizzate dal padre di Alberto al fratello colpevole del delitto. In questa atmosfera di sofferenza e strazio, la mattina del 29 ottobre, mentre la salma era ancora custodita nella camera mortuaria del cimitero, in attesa del previsto nulla osta per la tumulazione, Giuseppina Gonnella si recò a rendere visita ai genitori di Alberto. Si trovava nella stanza da letto appartenuta al defunto, quando giunsero le 8:34: in quell'attimo, che coincideva in modo preciso con l'ora della morte del giovane, la donna venne assalita da terribili dolori alle gambe; svenuta e distesa su un letto dai parenti, sarebbe sprofondata in un sonno catalettico durato ventiquattro ore. Al risveglio dal torpore, la donna iniziò a parlare in nome del nipote morto, pronunciando profezie e riferendo alcuni dettagli realmente accaduti alle esequie, ma che la donna, non avendo preso parte al rito funerario, avrebbe dovuto ignorare.

### Origini del culto

I primi attriti tra il nascente neo-culto e la dottrina cattolica ufficiale trovano spazio nella cronaca nazionale, come testimoniato da un titolo del giornale Il Tempo (1958?):
«Un vescovo chiude una chiesa per evitare scene di fanatismo. Un migliaio di donne voleva far celebrare una messa per una signora "invasata" dagli spiriti».

Tutte le circostanze e le coincidenze del racconto della donna, apparse altrimenti inspiegabili, fecero dileguare i sospetti di pazzia nutriti inizialmente dai parenti che avevano assistito a quella scena; il dettaglio decisivo fu l'indicazione della presenza di un basco dimenticato dal giovane sotto il sedile del camion, oggetto che fu effettivamente ritrovato dove e come descritto. Per questo, i comportamenti soprannaturali furono facilmente interpretati come i segni di un'autentica possessione: col tempo, le ipotetiche possessioni continuarono a verificarsi, dapprima ripetendosi sporadicamente, poi con cadenza sempre più frequente e regolare, mentre attorno a esse iniziava a catalizzarsi l'interesse di gruppi di curiosi.
Le manifestazioni sovrannaturali attrassero anche l'attenzione delle comunità parrocchiali finitime, che instaurarono forme di collaborazione con la donna, promuovendo e organizzando viaggi in sua compagnia verso luoghi di pellegrinaggio riconosciuti. A testimoniare la popolarità raggiunta in quei luoghi, esiste anche un riscontro documentale: nel novembre 1962, il bollettino della basilica di San Gerardo Maiella (a Materdomini, nell'alta valle del Sele) registra l'arrivo della donna accompagnata da una foltissima comitiva, valutata in ben 3 000 persone. Il nuovo vescovo di Campagna, Jolando Nuzzi, subentrato da non molto a Giuseppe Maria Palatucci, si diede presto da fare per arginare il fenomeno: il 10 maggio 1963 proibì a Giuseppina e ai suoi seguaci l'ingresso nella chiesa dell'ex badia benedettina, anch'essa dedicata a S. Antonino, ma ubicata nell'altra frazione di Santa Maria La Nova.
Da quel momento, isolata dalla censura episcopale, Giuseppina Gonnella ("Zia Giuseppina", o "Zia Peppina", per i suoi accoliti) organizzò un vero e proprio culto in totale autonomia dalle organizzazioni cattoliche e dalla gerarchia ecclesiastica, affrancandosi dalla passata sinergia con le parrocchie. Il neo-culto andò sempre più stabilizzandosi con il trascorrere del tempo: dopo la censura subita, dall'estate 1963 gli eventi di possessione assunsero una cadenza regolarissima, avvenendo tutti i giorni, tranne nelle domeniche e nei festivi, sempre alle 8:34, in coincidenza simbolica con l'ora della morte del giovane.
Centinaia di postulanti cominciarono ad affluire con regolarità a Serradarce e ad assieparsi nelle stanze, nelle scale, nell'androne, e nei vestiboli dell'abitazione, per assistere alla trance di "Zia Giuseppina". La stanza del giovane, i suoi effetti personali, gli indumenti, le scarpe da calcio da lui usate, divennero tutti oggetto di una forma di venerazione, indotta e sollecitata dagli amministratori del culto, che, in una sorta di ostensione profana, li offrivano alla vista dei pellegrini convenuti in quella casa che aveva ormai perduto la sua funzione abitativa e si era trasformata ina sorta di santuario.

### Aspetti rituali e cerimoniali del culto
Il culto di Alberto seguiva un preciso cerimoniale che iniziava con l'arrivo a Serradarce della medium, condotta in auto da un fratello, intorno alle otto del mattino, in un'ora in cui i fedeli si erano già accalcati nella casa, dopo esser giunti in paese di buon'ora o dopo aver trascorso la notte in paese, alcuni all'addiaccio. Facendosi strada fra i pellegrini che l'acclamavano e l'invocavano con sospiri, Giuseppina raggiungeva il secondo piano della casa per accomodarsi seduta su uno sgabello, attorniata dal silenzio assorto dell'uditorio: iniziava una fase in cui la donna prendeva a inspirare ed espirare ritmicamente, con atti respiratori sempre più frequenti e profondi (iperventilazione), accompagnati da deglutizioni di aria (aerofagia volontaria) ed emissione di «forti gemiti e fragorosi rutti», in una climax teatrale che si scioglieva solo quando il volto della donna si apriva a un'espressione estatica. La medium, allora, saliva sullo sgabello: era quello il segnale che il miracolo della possessione si era ripetuto ancora una volta; lo stato di estasi si trasmetteva allora ai volti dei pellegrini che accoglievano la venuta dello spirito pronunciando invocazioni rivolte ad Alberto e abbandonandosi a urla di giubilo.
Nel momento della trance, la donna manifestava una diversa personalità, presentandosi in prima persona come Alberto e parlando, con voce alterata, uno strano idioma che poteva apparire perfetto italiano, estraneo alla donna che, analfabeta totale, era usa esprimersi solo in strettissimo dialetto cilentano: attraverso la voce della medium, l'anima del giovane rievocava i dettagli raccapriccianti della morte occorsagli (da lui definita sbrigativamente «martirio») e rivelava agli astanti il prodigio del suo corpo, che sarebbe rimasto incorrotto dopo la morte (il corpo non è mai stato riesumato e quindi il presunto fenomeno non è mai stato verificato). Si lamentava, poi, di non aver trovato «ancora un posto a sedere nel reparto dei santi in Paradiso». Svelava poi l'esistenza di una struttura «bipartita» nel Purgatorio: una sezione «leggera», dotata di un sistema di «fuoco autonomo», per penitenze inferiori ai cento anni, e una «pesante», con un fuoco fornito direttamente dalle fiamme dell'Inferno, destinata a punizioni di durata superiore.
Prometteva, infine, un percorso di salvezza a chi era afflitto dal male e dal dolore, e si proclamava capace di «guarire» le persone colpite da malocchio, fatture e maledizioni e di alleviare la sofferenza delle anime penitenti del Purgatorio. Quest'ultima promessa veniva accompagnata dalla richiesta di un'offerta di cento lire (la richiesta era sottolineata dal gesto del braccio sollevato che esibiva una moneta da 100 lire tenuta tra le dita: in realtà, le offerte ammontavano a ben più della somma suggerita dalla medium: secondo quanto osservato dallo psichiatra Michele Risso, che assistette all'evento, nel 1967 i pellegrini deponevano spontaneamente, sul comò della camera da letto, banconote del valore di 500 o 1 000 lire; anche la ricostruzione giornalistica di Giuseppe De Lutiis, successiva di poco meno di cinque anni allo studio di Risso, parlava di offerte superiori a quanto richiesto e del valore medio di 1 000 lire). La predica di Alberto-Giuseppina proseguiva in un clima di crescente «partecipazione e tensione» soffermandosi vertente su vari luoghi comuni: «pace familiare, […] adulterio, infedeltà degli uomini, problemi dei giovani» e altri.
Era poi la volta della benedizione impartita ai pellegrini e ai parenti di coloro i quali erano stati impossibilitati a intraprendere il viaggio di persona: per questi ultimi, le persone estraevano prontamente oggetti e indumenti appartenenti agli assenti e li sollevavano per offrirli alla benedizione di Alberto. Si procedeva quindi a una preghiera collettiva a cui seguiva una fase in cui la donna invitava alcuni presenti a parlare dei problemi che li avevano spinti in quel luogo. Infine, si appartava per l'udienza nella cosiddetta «camera del segreto», in compagnia di un piccolo gruppo di seguaci alla volta, a cui diagnosticava possessioni demoniache e praticava esorcismi o fatture.

### Contesto antropologico e culturale

Tempio del Beato Alberto: ex voto di una ragazza liberata da una fattura.

Vittoria La Penna di Castelgrande (Potenza), dapprima seguace e poi figura epigona del culto di Alberto dopo la morte della medium.

L'episodio di possessione di Serradarce si inserisce in un precipuo terreno antropologico e sociologico, imbevuto di forme di una religiosità arcaica legate al mondo contadino, che si intrecciavano con una percezione magica del mondo nonché con l'esigenza di elaborare risposte e rassicurazione di fronte al disagio derivante da una miseria che appare fatalisticamente ineludibile. Il culto «officiato» dalla medium si appropria di «apparenze» rituali prese a prestito direttamente dal cattolicesimo ufficiale, trasformandoli, con l'aggiunta di credenze, per elaborare, su basi sincretiche, una risposta culturale alla durezza della condizione umana, in forme di tipo magico-religiose, adatte alle esigenze psicologiche di una società diseredata: elaborazioni magico-rituali come il culto di Alberto vengono accolte in un corredo di strumenti simbolici che compongono, secondo la definizione di Risso, una vera e propria «cultura della miseria», elementi di un arsenale di risposte in grado di offrire l'unica prospettiva di riscatto immaginabile da gruppi sociali tra i quali povertà e sottomissione sono elevate a sistema.

#### Antichi culti esorcistici nel territorio: Sant'Antonino abate
Questo retroterra magico-religioso, nel comune di Campagna, aveva già visto il radicamento di un culto istituzionale, consolidato da secoli, incentrato proprio sulla «guarigione» degli indemoniati: il culto si basava sull'intercessione del patrono, sant'Antonino da Sorrento, abate benedettino, del quale è significativa l'iconografia locale, rappresentata da una figura statuaria colta nell'atto di schiacciare una creatura grottesca metà demonio e metà serpente. Il rito esorcistico legato al santo veniva officiato nella chiesa del Santissimo Salvatore e Sant'Antonino: al centro della ritualità esorcistica era un insigne cimelio conservato nella chiesa (in un ambiente separato, sulla destra, subito dopo l'ingresso), l'antica «colonna taumaturgica» che la tradizione associa alla leggenda agiografica del patrono: essa, infatti, sarebbe stata la colonna della flagellazione di Cristo prodigiosamente rinvenuta dal santo in un giardino. L'esorcismo consisteva nel condurre il soggetto di fronte all'altare maggiore, se necessario trasportandovelo di peso, o con la forza nel caso opponesse resistenza; per gli invasati più ostici e riottosi, o nelle fasi più concitate e violente dell'esorcismo, il rito prevedeva la cerimonia di legatura alla colonna con funi strette e legacci seguita dall'abbandono in solitudine dell'esorcizzato: la porta della cappella veniva chiusa per essere riaperta solo a guarigione avvenuta, annunciata, come per magia, dal risuonare spontaneo del tocco di campane.
Riguardo agli episodi di possessioni diaboliche affidate alle cure del patrono, esiste perfino una documentazione storica: la serie degli esorcismi legati a questi avvenimenti è registrata, infatti, in un manoscritto, conservato negli archivi parrocchiali e intitolato Raccolta delle grazie straordinarie ottenute per intercessione di S. Antonino ricopiate da me parroco Ludovico Maria Cutino da un manoscritto trovato nell'archivio di questa parrocchia dall'anno 1931. Completato dai fatti miracolosi avvenuti nella mia permanenza in questa parrocchia (dal) 23 marzo 1947. L'autore di questo repertorio, don Ludovico Maria Cutino (Anagni, 25 agosto 1916 - Campagna, 9 luglio 1981) fu parroco di Campagna dal 1947 al 1981: oltre che storico del fenomeno esorcistico locale (e dell'episcopato di Campagna), fu «studioso di fenomenologia metapsichica, occamismo ed esperienza mistica», e infine esorcista egli stesso, definibile come l'«ultimo grande esorcista di Campagna».

##### Evoluzione dell'esorcismo locale nell'atmosfera post-conciliare
In seguito, l'atteggiamento di sfavore, se non di aperta ostilità, espresso nei confronti di tradizioni e pratiche esorcistiche, e più in generale nei riguardi dei fermenti del cattolicesimo popolare, soprattutto nella temperie culturale aperta dal Concilio Vaticano Secondo, spinse l'autorità religiosa verso l'abbandono del patrimonio magico ed esorcistico coltivato dalla Chiesa e finì per considerare come culti esorcisti extra-canonici l'attenzione dei devoti in cerca di una liberazione dal male. Già nel 1967, secondo la testimonianza di Risso, il rito esorcistico officiato nella Chiesa del Santissimo Salvatore e Sant'Antonino si era banalizzato: svuotato dalla carica teatrale e dall'aura magico-religiosa dell'antica liturgia, aveva abbandonato il rituale della legatura degli ossessi alla colonna taumaturgica e si svolgeva attraverso una prassi semplificata che contemplava unicamente la lettura di «comuni formule esorcistiche […] pronunciate in italiano» che l'officiante attingeva dalla lettura di un formulario dattiloscritto.
Questa prassi post-conciliare ebbe però l'effetto di favorire il culto del Glorioso Alberto che finì per assorbire la partecipazione e la devozione un tempo coagulatasi attorno a sant'Antonino da Sorrento. L'affermazione del culto scontò sempre l'ostilità della Chiesa ufficiale, sia per la già citata avversione post-conciliare, sia per la tradizionale ostilità ecclesiastica nei confronti delle cosiddette «possessioni benigne», quelle in cui il corpo era posseduto da «anime buone» e non dal demonio (in questi casi, la posizione della chiesa ufficiale è sempre stata quella di considerare le possessioni «benigne» come una simulazione demoniaca da svelare e smascherare). A questo atteggiamento canonico fa da contraltare una costante antropologica del sentimento religioso del cattolicesimo popolare dell'Italia meridionale, la credenza, «fortemente radicata», secondo cui «anche gli angeli, gli spiriti buoni e le anime dei morti possano prendere possesso dei vivi».

#### Profilo della medium
La medium, Giuseppina Gonnella, era una donna analfabeta che, fino ai primi anni 1950, aveva «sofferto […] di svariati disturbi nei quali era certamente presente una componente psicogena». Probabilmente, almeno stando a quanto riferito dal parroco dell'epoca, la donna era stata vittima nel 1949 di un episodio di possessione diabolica da cui era stata liberata proprio con un rito di esorcismo impartitole nella chiesa di Sant'Antonino. Inoltre, sempre a dire del parroco di allora, "Zia Giuseppina" era già nota come persona iniziata a pratiche di stregoneria, come la preparazione di filtri d'amore, maledizioni, malocchi, e fatture, o come la neutralizzazione dei loro effetti magici. L'apprendistato della donna, secondo il parroco, si sarebbe compiuto presso una fattucchiera di Battipaglia, una circostanza, questa, sempre negata dall'interessata e dai familiari. Di fronte all'irrompere della tragedia familiare, e alla minaccia latente di destabilizzazione dei legami familiari, Giuseppina reagisce con l'elaborazione di uno «stato eccezionale» che «distrae l'incombente minaccia, la trasforma in stupore di fronte a un miracolo e rende accettabile per la famiglia il dolore per la morte di Alberto. Assolto il compito originario, il ruolo di Giuseppina si amplia fino a giungere ad assolvere a una funzione sociale di significato più ampio, che si dispiega in un mondo permeato da un amalgama sincretico in cui il magismo si sovrappone alle espressioni di un cattolicesimo popolare, alla miseria materiale della condizione umana e al «bisogno di rassicurazione».

### Edificazione del tempio e dimensione economica del neo-culto

Interno del Tempio del Beato Alberto come appariva negli anni 1970.

Immagine cultuale di Alberto, screenshot da un documentario del 1968 di Luigi Di Gianni e Annabella Rossi.

La popolarità raggiunta dal movimento magico-religioso legato al culto di Alberto era testimoniata dalle comitive di pellegrini provenienti giornalmente dalla Campania, dalla Basilicata e da altri luoghi del Mezzogiorno sottosviluppato, ma anche da regioni e città che avevano conosciuta un'intensa emigrazione: nazioni sviluppate come Germania o Svizzera e centri industriali come Milano e Torino. Nel 1967 la casa-santuario si trovava ad accogliere dai 300 ai 500 devoti al giorno (una cronaca giornalistica successiva, nel 1972, riportava una stima di circa 500 persone al giorno). L'impossibilità di accogliere un tale flusso di gente aveva reso evidente, già dopo pochi anni, la necessità di adibire al culto un luogo più capiente della casa-santuario e più idoneo agli scopi.

#### Tempio del Beato Alberto
Attingendo alle cospicue offerte in denaro portate dai pellegrini, si diede inizio all'edificazione di un sedicente luogo di culto a tre navate, che fu aperto al pubblico col nome di "Tempio del Beato Alberto" nell'autunno 1968. Il tempio, privo di croce e campanile, si presentava con l'aspetto «sordido» di una sorta di grande garage dell'altezza di una casa di due piani, costellato già dall'esterno di fotografie dei fedeli: l'interno si apriva tra pareti anch'esse tappezzate di fotografie, in fondo alle quali, la scena era dominata da una specie di «strano altare», illuminato dalle luci di candele votive e adornato di quadri, statue di vari santi, ex voto, invocazioni, abiti nuziali donati dalla riconoscenza di donne e spose miracolate e altri oggetti, con al centro una grande immagine del giovane. Nello spazio delimitato dal tempio-garage trovava riparo anche la reliquia del camion che aveva ucciso il ragazzo; spostato, all'occorrenza, nel piazzale antistante, era oggetto di una speciale venerazione, toccato con gesti timorosi e rispettosi dai fedeli in attesa, addobbato di ghirlande e ceri ardenti nelle occasioni solenni.

#### Risvolti economici del culto
L'importanza raggiunta dal neo-culto di Alberto è dimostrata da un aneddoto, menzionato anche da Giovanni Vacca, di cui era stata testimone l'antropologa Annabella Rossi, che lo raccolse nel 1969: quest'ultima, trovandosi nel Cilento durante il mese di settembre, si imbatté in un gruppo di contadine sul far della sera, al rientro a casa dopo aver atteso al lavoro quotidiano nei campi; dopo aver chiesto loro quale fosse il santuario più importante della zona, si sentì rispondere che «ce n'era uno solo grande e potente, quello di Alberto». Il culto, in effetti, raggiunse in breve tempo una notevole intensità: le cronache giornalistiche riportano stime di un'affluenza media di circa 500 persone al giorno, con punte di 10 000 nel giorno 26 ottobre, anniversario del «martirio», per un totale stimato in circa 200 000 pellegrini all'anno, ciascuno dei quali versava una somma di 1 000 lire, per un introito base di circa 500 000 lire al giorno, a cui andavano ad aggiungere le offerte extra. Attorno a questo flusso di pellegrini si sviluppava poi un'intera economia del sacro, in cui una parte dominante era riservata alla famiglia e ai parenti del defunto, che reclamavano quello che, nella sua analisi del sacro, Max Weber definiva il «monopolio dei "beni di salvezza"» (Heilsgüter).
Una sorta di esclusiva familistica, ad esempio, si esercitava nella gestione delle bancarelle per la vendita di una congerie di souvenir, santini, immagini salvifiche, orecchini, ciondoli, portachiavi, recanti l'immagine del giovane e proposti come oggetti miracolosi, a cui si aggiungevano olio d'oliva e aceto benedetti da Alberto, rimedi medici e fitoterapici consigliati dalla santona, dischi in vinile (tra cui il 45 giri contenente il brano Inno a Sant'Alberto inciso da Aurelio Fierro), nastri magnetici con la registrazione delle prediche, libretti agiografici e molto altro ancora.. Analoga posizione di vantaggio era assicurata alla cerchia familiare e parentale nella gestione del bar e del ristorante, tutte attività economiche che contribuivano a muovere un introito giornaliero «vertiginoso».

### Assassinio della medium

La medium nei giorni dell'agonia (11-14 gennaio 1972), tra il personale medico dell'Ospedale dell'Annunziata di Eboli.

Titolazione del settimanale Gente, che rivela, all'epoca, il clamore del delitto e lo scalpore per il collegamento causale al mancato «miracolo» della vincita alla Lotteria di Capodanno, durante l'ed. 1971-1972 di Canzonissima.

Francesco Manganelli, riconosciuto colpevole del fatto delittuoso.

L'11 gennaio 1972 un uomo, pesantemente camuffato e confuso nella folla dei pellegrini, affrontò la medium e la colpì con il fuoco di un fucile a canne mozze: la donna, gravemente ferita nell'attentato, sarebbe morta per complicanze cardio-respiratorie dopo tre giorni di agonia all'ospedale dell'Annunziata di Eboli. L'omicida, che aveva tentato di dileguarsi, fu individuato da un gruppo di fedeli e salvato a stento da un linciaggio di massa grazie all'intervento dei carabinieri: risultò essere un tale Francesco Manganelli di Trentinara (un borgo del Cilento non molto distante da Serradarce), trentacinquenne, ex-emigrante da poco ritornato in patria dalla Germania, che si arrabattava come camionista e come autista nel trasporto dei pellegrini della sua zona: dopo un iniziale tentativo di depistaggio, arresosi all'evidenza l'uomo finì per dichiararsi reo confesso nell'interrogatorio che seguì alla cattura, descrivendo sé stesso come un devoto deluso del culto di Alberto che si era sentito truffato dalla donna per un mancato miracolo. Benché mai confermato con certezza, il mancato miracolo, e dunque il movente dell'omicidio, sembra fosse stata la mancata vincita alla Lotteria di Capodanno nell'edizione 1971-72 di Canzonissima, promessa a Manganelli dalla medium: per questo, le cronache parlarono anche di «delitto di Canzonissima»); secondo l'opinione di altri, tra cui quella della famiglia (riportata anche nel citato studio di Silvia Mancini), non ci sarebbe stato alcun mancato miracolo e Manganelli sarebbe stato invece un sicario che agiva su commissione: mandanti dell'omicidio sarebbero stati maghi e santoni di Salerno che, in questo modo, desideravano disfarsi di colei che, di fatto, aveva finito per monopolizzare il fiorente mercato degli esorcismi.

### Sopravvivenze del culto nel XXI secolo
Con la morte di Giuseppina Gonnella nel gennaio 1972, dopo alcuni iniziali manifestazioni di fanatismo, venne a mancare il coinvolgimento spirituale e l'intensità catartica garantiti dagli episodi quotidiani di possessione e trance messi in atto dalla medium. Pur senza mai spegnersi del tutto, l'intensità emotiva del fenomeno andò dunque rapidamente scemando, anche per via delle mutazioni sociali degli anni di piombo nonché della modernizzazione dell'area.
Nel 1993 i Gonnella decisero di cedere alla Chiesa cattolica il Tempio del Beato Alberto con il corredo di tutti gli oggetti e gli ex-voto donati dai pellegrini, con vincolo di destinazione a opere di beneficenza e con l'onere di intitolare una cappella a Maria Addolorata e di murare una lapide commemorativa in memoria del giovane Alberto. La donazione era motivata dalla speranza che un gesto di generosità desse impulso a una causa di beatificazione della figura di Alberto, mai avviata. La Chiesa infatti pur accettando, fra varie polemiche, la donazione della famiglia, decise di trasformare il Tempio del Beato Alberto in un edificio di culto riconosciuto, posto sotto la giurisdizione dell'Arcidiocesi di Salerno: la struttura è stata poi affidata a un gruppo carismatico, i Servi di Cristo vivo, guidato inizialmente da un prete statunitense e, in seguito, da padre Michele Vassallo dei Padri Vocazionisti.
Nel XXI secolo il culto del Glorioso Alberto è praticato in una piccola adiacenza del tempio: i fedeli si sono costituiti in associazione di volontariato e gruppo di preghiera, organizzano un pellegrinaggio annuale il 26 ottobre, realizzano materiali promozionali (come DVD e registrazioni audio dei canti celebrativi), e continuano a perorare la causa di canonizzazione di Alberto raccogliere documentazione a sostegno. La permanenza di questa piccola forma di culto alimenta «piccole tensioni con i rappresentanti della Chiesa», che si esprimono in una conflittualità la cui ricomposizione si risolve nel quadro stesso dei rapporti di «familiarità tra fedeli e clero».

## Studi, ricerche e reportage
Al culto del Glorioso Alberto è stata indirizzata una notevole attenzione scientifica, che, per la varietà delle competenze in gioco, ha assunto una dimensione interdisciplinare.
Il fenomeno si sviluppava su uno scenario storico in cui «la stagione della guerra fredda si avvi[ava] alla conclusione», e, al contempo, «subi[va] un ristagno» quella vena di «cristianesimo visionario e carismatico», un tempo fiorente, a cui sopravvissero solo «alcuni fenomeni di schietta natura popolare, osteggiati dalla Chiesa e dal potere civile», tra i quali quello di Alberto fu il più importante.
Da questo punto di vista, anzi, il culto del Glorioso Alberto viene considerato un «caso esemplare», per l'antropologa Cecilia Gatto Trocchi, di quella casistica di fenomeni collettivi popolari in grado di offrire «uno spaccato della condizione umana entro cui si agitano passioni che coinvolgono i morti e i vivi, i Santi e i demoni, l'immaginazione e la fede». In esso «confluiscono elementi complessi e differenziati dell'ideologia religiosa popolare, che ha interessato antropologi, psicologi, giornalisti e studiosi di religione popolare».

### Dimensione etnopsichiatrica
Il primo studio in assoluto risale al 1967. Incentrato su una lettura dei profili etnopsichiatrici, fu compiuto dallo psichiatra basagliano Michele Risso, al quale il caso era stato segnalato da Annabella Rossi, allora all'Istituto delle arti e tradizioni popolari di Roma. Il lavoro di Risso, presentato al convegno internazionale Symposion Anthropologie der Ergriffenheit und Besessenheit tenutosi a Bad Homburg vor der Höhe dal 2 al 4 maggio 1968, confluì poi in Magische Welt, Besessenheit und Konsumgesellschaft in Süditalien, un saggio scritto a più mani con gli antropologi Annabella Rossi e Luigi Maria Lombardi Satriani, pubblicato nel 1972 tra gli atti del convegno del 1968.

### Studi etno-antropologici
Già accanto a quel primo studio del 1967, si manifestò l'interesse da parte di studiosi dell'etnologia, dell'antropologia culturale, della storia delle religioni e dell'antropologia religiosa. Tra i ricercatori che se ne sono occupati è da segnalare, in particolare, la già citata Annabella Rossi (già stretta collaboratrice di Ernesto De Martino ai tempi delle ricerche sul tarantismo e sulla sfera magico-religiosa del Sud Italia), la quale, oltre ad aver ispirato e suggerito la prima ricerca di Michele Risso, ha dedicato al culto di Alberto saggi, pubblicazioni e documentari, coinvolgendo, nelle sue ricerche, Luigi Maria Lombardi Satriani e il già citato Michele Risso. Del fenomeno si sono occupati, in seguito, Domenico Scafoglio e Simona De Luna, mentre le lettere inviate a Giuseppina Gonnella dai suoi fedeli sono state oggetto di interesse da parte di Giordana Charuty e Patrizia Ciambelli.
A una prospettiva di «antropologia visuale» possono ascriversi i reportage fotografici di Ferdinando Scianna e Marialba Russo, o la documentaristica cinematografica, nella quale si inserisce, tra gli altri esempi, il cortometraggio realizzato da Luciano Blasco su testi di Annabella Rossi. Lo studioso danese Bent Holm, storico del teatro dell'Università di Copenaghen, ha annoverato il culto del Glorioso Alberto tra quelle espressioni di cultura e teatralità collettive e popolari, provenienti dalle classi sociali oppresse o subalterne, come i riti carnacialeschi, che definiscono i tratti principali del retroterra culturale e dell'immaginario fantastico del quale si è nutrita l'ispirazione creativa di Dario Fo.
Anche Luigi Di Gianni ha dedicato un documentario al fenomeno, con "La Possessione" (1972), presentato al Festival di Oberhausen. 
Nel 2006, Paolo Apolito, professore di antropologia culturale all'Università di Salerno e a Roma Tre, ha dedicato, all'episodio di possessione, un saggio dal titolo Con la voce di un altro. Storia di possessione, di parole e di violenza, edito per i tipi della casa editrice L'ancora del mediterraneo.

### Raffronti con il fenomeno della devozione popolare per Padre Pio
Questo fenomeno religioso sbocciato dal basso, con una genesi e un'elaborazione di matrice interamente popolare e folclorica, in grado di far assurgere Alberto a fama diffusa di santità extra-canonica, è stato spesso accostato, per fenomenologia, a quel movimento di spinta popolare che ha alimentato il culto di Padre Pio da Pietrelcina e ha avuto un ruolo determinante nel percorso che ha portato alla canonizzazione del frate. Il prodotto di questa tipica elaborazione popolare ha l'effetto di conferire spessore devozionale a figure sacre (non convenzionali), che vanno ad aggiungersi a quelle offerte dalla tradizione dell'agiografia ufficiale e che sono in grado di dare risposte religiose ad «ansie e speranze quotidiane», all'interno di una visione del mondo classificabile ancora come tipicamente pagana».
Le analogie e le differenze tra le due fenomenologie sono state oggetto esplicito, a metà degli anni 2000, di un'indagine mirata sul campo finanziata dall'Università di Losanna, che Silvia Mancini, studiosa di storia delle religioni, ha condotto a partire dal 2004, i cui risultati, da lei presentati in un convegno a Losanna nel 2005, sono pubblicati in un saggio del 2008, dal titolo Salvation Goods and Canonization Logic: On two Popular Cults of Southern Italy.

### Il reportage fotografico di Ferdinando Scianna
Il fotografo Ferdinando Scianna ha dedicato al culto il reportage fotografico intitolato Il glorioso Alberto, pubblicato a Milano nel 1971 per Editphoto e accompagnato da un testo esplicativo dell'antropologa Annabella Rossi.
Il filo narrativo di Scianna scompone le tappe che scandiscono il percorso magico e quotidiano attraverso cui avviene «la lenta metamorfosi di Giuseppina in Alberto», in un climax emotivo che si dipana al cospetto della folla di «fedeli raccolti nel santuario costruito grazie alle loro offerte». L'esplorazione dello sguardo del fotografo si appunta sull'«estrema attenzione» che tinge, «durante la lunga predicazione, i volti delle madri che sostengono i loro bambini infermi»; si sofferma sulla profusione di immagini e oggetti (fotografie, mazzi di fiori, ex voto) «che tappezzano interamente la "camera del segreto", il luogo nella quale Giuseppina-Alberto dispensa le proprie consulenze, esorcizza i posseduti, diagnostica gli incantesimi».

### Memorialistica e letteratura
La vicenda, con il suo epilogo tragico, è stata fonte di ispirazione per la scrittura memorialistica e letteraria. A questo proposito, si registra l'importante tentativo di uno dei figli della donna, che, a diciassette anni dall'omicidio, tentò di ristabilire quella che lui riteneva essere la verità sulla figura della madre, in una ricostruzione delle vicende e dei personaggi dotata di «una certa efficacia letteraria». Alla figura della donna è dedicato, inoltre, uno dei bozzetti letterari che un giudice, vicino alla pensione, aveva dedicato a volti e figure umane in cui si era imbattuto durante episodi della sua carriera professionale di magistrato.